# Lettische Badmintonmeisterschaft 1971
Die Lettische Badmintonmeisterschaft 1971 fand in Riga statt. Es war die achte Auflage der nationalen Titelkämpfe von Lettland im Badminton, zu dieser Zeit noch als Meisterschaft der Sowjetrepublik.

## Titelträger
| Disziplin    | Sieger                              |
| ------------ | ----------------------------------- |
| Herreneinzel | Māris Preinbergs                    |
| Dameneinzel  | Inese Lāce                          |
| Herrendoppel | Jānis Ieviņš Māris Preinbergs       |
| Damendoppel  | Ilona Lāce Skaidrīte Ieviņa         |
| Mixed        | Genādijs Feldmanis Skaidrīte Ieviņa |